# Nonato Rufino Chuquimamani Valer
Nonato Rufino Chuquimamani Valer (Sullukuta, distrito de San José, provincia de Azángaro, departamento de Puno, 1946), conocido como el maestro Rufino, es un docente, pedagogo, recopilador de cuentos quechuas tradicionales, escritor y autor de libros de texto y manuales de enseñanza de quechua (Cuzco-Collao).

## Biografía
Nonato Rufino Chuquimamani Valer nació en Sullukuta en el departamento de Puno en una familia quechuahablante que trabajaba en una hacienda. No hablaba español hasta que fue a la escuela en Azángaro a la edad de siete años. Los profesores en su escuela no querían escuchar ninguna palabra quechua y castigaron a los alumnos que habían hablado su lengua materna.
Después de concluir la secundaria, Rufino Chuquimamani estudió educación primaria en Puno y Azángaro y luego trabajó como maestro de primaria en varias escuelas rurales de la provincia de Azángaro, hasta que enseñó en una escuela en Juliaca, donde se volvió director. Ahí escuchó por primera vez del Proyecto Experimental de Educación Bilingüe de Puno (PEEB, 1978–1988). La escuela de Chuquimamani no participó en ese proyecto. Sin embargo, Chuquimamani habló quechua con los padres de alumnos cuya lengua materna fue el quechua.
Chuquimamani se casó y con su esposa tuvo cinco hijos. Su hija mayor aún pasó mucho tiempo con su padre y abuela en el pueblito y aprendió bien el quechua, mientras que sus cuatro hermanos menores crecieron en Juliaca, donde hubo un clima hostil contra el quechua, y no lo aprendieron. Por otro lado, según la etnolingüista Nancy Hornberger, su padre hablaba “uno de los más hermosos, ricos, variados y no hispanizados dialectos del quechua que yo haya escuchado alguna vez.“
Chuquimamani dice que en 1970, cuando enseñaba en una escuela de cuatro grados (desde transición hasta tercer grado) y hablaba a sus 36 alumnos exclusivamente en español, ellos no entendieron nada, salvo algunos números. Buscando en sus apuntes de la universidad, no encontró ninguna solución y comenzó a hablar con los padres de sus alumnos. Durante una visita encontró a una de sus alumnas, siempre callada en clase, de repente entendió y habló cuando él le hablaba en quechua. Chuquimamani decidió trabajar con materiales en quechua. Tuvo que hacerlos él mismo porque no había ningunos.
En el Proyecto Experimental de Educación Bilingüe de Puno en los años 1980, Chuquimamani no colaboró como docente de su escuela en Juliaca, sin embargo, contribuyó crucialmente por aportar materiales educativos hechos de cuentos recopilados o textos propios. Así adquirió su lengua materna, el quechua puneño, también en forma escrita y aprendió la ortografía correcta. Recopiló cuentos tradicionales en los pueblos del departamento de Puno, publicados en dos tomos, y también publicó dos libros con sabiduría tradicional e instrucciones prácticas para la vida rural, todo en quechua. Además, capacitó a docentes para el Proyecto Experimental, enseñándolos en la escuela normal de Puno el quechua en forma hablada y escrita.
En 1985, en el marco del Proyecto Experimental de Educación Bilingüe se implementó un programa de maestría de Lingüística y Educación Andina en la Universidad Nacional del Altiplano de Puno (UNAP), y Chuquimamani se matriculó en 1985. Escribió su tesis magisterial, en la cual trata de la interferencia del español al léxico del quechua en campos semánticos de la vida en las comunidades rurales, enteramente en quechua, entregándola en 1987.
En 1996 Chuquimamani obtuvo el grado de bachiller en ciencias de la educación en la Universidad Inca Garcilaso de la Vega en Lima y desde 1996 hasta 1999 hizo estudios de posgrado en Lingüística y Educación Andina en la UNA en Puno. En 2006 fue a la Universidad Nacional de Educación Enrique Guzmán y Valle (UNE, La Cantuta) en Lima y doctoró en 2008 en ciencias de la educación.
Desde 1999 hasta 2004, Chuquimamani trabajó como coordinador académico, experto de educación intercultural bilingüe (EIB) y docente en la asociación civil Pacha Huñuy en Cusco, donde capacitó a docentes en la EIB y escribió libros de texto. Como director de esa organización militó por el fortalecimiento del quechua en el Perú. Desde 2004 hasta 2007 fue especialista de materiales educativos en idiomas indígenas en la Dirección Nacional de Educación Bilingüe Intercultural (DINEBI) del Ministerio de Educación del Perú. Hizo varios materiales educativos para el Ministerio de Educación, entre ellos un diccionario escolar quechua (Cuzco-Collao) en dos ediciones de 2005 y 2014.
El diario peruano La República denominó a Chuquimamani “fundador de la educación intercultural bilingüe”.

## Obras

### Artículos
- 1987: Lexicon Quechua: La vida rural en Sollocota por campos semánticos.
- 1988: Una muestra del conflicto lingüístico nacional en el habla de los Sollocoteños: El caso del parto. En: L.E. López (ed.), Pesquisas en lingüística andina. Lima / Puno: CONCYTEC / Universidad Nacional de Altiplano-Puno / GTZ, pp. 163–180.
- 2003: Siminchispi qillqasqa. Asociación Civil Pacha Huñuy, Cusco
- Nonato Rufino Chuquimamani Valer, Carmen Gladis Alosilla Morales, 2008: Las experiencias de los niños deben ser valoradas e incorporadas al aprendizaje. Revista Iberoamericana de Educación (España) 45, No 5 Especial.

### Diccionarios escolares de quechua
- Nonato Rufino Chuquimamani Valer et al.: Yachakuqkunapa Simi Qullqa, Qusqu Qullaw Qhichwa Simipi. Ministerio de Educación, Lima (Perú) 2005.
- Nonato Rufino Chuquimamani Valer, Carmen Gladis Alosilla Morales, Victoria Choque Valer. Qullaw Qichwapa Simi Qullqan A – Y. Ministerio de Educación, Lima (Perú) 2014.
- Nonato Chuquimamani, Holger Saavedra, Julia Castillo, Genaro Quintero, Ricardo Gonzales, Oscar Chávez, Félix Riveros, Vidal Carbajal: Yachachinapaq Simikuna - Urin Qichwa. Vocabulario pedagógico de la lengua originaria quechua sureño. Archivado el 13 de noviembre de 2021 en Wayback Machine. Ministerio de Educación del Perú (Minedu), Lima 2020 (diccionario con neologismos del quechua sureño en los campos semánticos de la escuela, técnica etc.).

### Manual de enseñanza de quechua, con otros autores
- Rosaleen Howard: Kawsay Vida. A Multimedia Quechua Course for Beginners and Beyond. With contributions by Phil Jimmieson, Pedro Plaza, Julieta Zurita, Rufino Chuquimamani, Carmen Alosilla, and Phil Russell. University of Texas Press, 2014.

### Libros de texto
- 2015: Sara Mama uywaymanta: Saraqa imaymanapaqmi aysarikun / De la crianza de la madre maíz: El maíz se prepara de diversas maneras. Tarea Asociación de Publicaciones Educativas, Lima.
- 2015: Rumu uywaymanta: Rumuqa wakchatapas, qullqiyuqtapas kallpachawanchikpuni / De la crianza de la yuca: La yuca nos da fuerzas tanto a los pobres como a los poderosos. Tarea Asociación de Publicaciones Educativas, Lima.
- 2015: Papa Mama uywaymanta: Papaqa llapan runap mankan hunt’achiqmi / De la crianza de la madre papa: La papa llena la olla de todas las personas. Tarea Asociación de Publicaciones Educativas, Lima.
- 2015: Misk’i Rurukunamanta: Misk’i rurukunaqa mikhusqanchiktam hunt’apanku / De las frutas agradables: Las frutas complementan nuestros alimentos. Tarea Asociación de Publicaciones Educativas, Lima.
- 2015: Kuka Mama uywaymanta: Kukaqa sayk’uytapas, yarqaytapas, ch’akiytapas atipanmi / De la crianza de la madre coca: La coca vence al cansancio, al hambre y a la sed. Tarea Asociación de Publicaciones Educativas, Lima.
- 2015: Kinuwa Mama uywaymanta: Kinuwaqa apukunap mikhuyninmi / De la crianza de la madre quinua: La quinua es comida de los dioses. Tarea Asociación de Publicaciones Educativas, Lima.
- 2015: Kaphiy uywaymanta: ¿Pitaq kaphiytari mana upyanchu? / De la crianza del café: ¿Quién no toma café?. Tarea Asociación de Publicaciones Educativas, Lima.

### Cuentos y poemas tradicionales en quechua
- Nonato Rufino Chuquimamani Valer (ed.): Unay pachas. Qhishwa simipi qullasuyu aranwaykuna. Proyecto Experimental de Educación Bilingüe/Puno, Lima 1983. (Punu suyumanta – Qusqu-Qullaw)
- Nonato Rufino Chuquimamani Valer (ed.): Unay pachas. Qhishwa simipi qullasuyu hawariykuna. Centro de Estudios Rurales Andinos Bartolomé de las Casas, Qusqu 1984. (Punu suyumanta – Qusqu-Qullaw).
- Nonato Rufino Chuquimamani Valer et al: Atuqmantawan Yuthumantawan aranway (El zorro y la perdiz) / Cuento infantil en quechua con ilustraciones. Asociación Civil Pacha Huñuy (publicación número 4), Lima 2010.

### Poesía propia
- Chumpi Willkas Llaqta (24 y 25 de octubre de 2008). En: Raúl Alfonso Allain Vega (ed.): Poéticas: Selección de artes poéticas por poetas peruanos contemporáneos. Ed. Raúl Alfonso Allain Vega, Lima 2010, p. 37–38.

## Condecoraciones
- 2017ː Palmas magisteriales – Grado Maestro[14]